# FlyOristano
FlyOristano – włoska regionalna linia lotnicza z siedzibą w Oristano. Głównym lotniskiem był port lotniczy Oristano-Fenosu.

## Kierunki lotów
FlyOristano wykonuje połączenia do następujących portów lotniczych:
 Włochy
- Oristano - Port lotniczy Oristano-Fenosu
- Piza - Port lotniczy Piza
- Rzym - Port lotniczy Rzym-Fiumicino

## Flota
Flota FlyOristano składa się z następujących samolotów (stan na 31 sierpnia 2010):
- 2 Fokker 50 (obsługiwane przez Denim Air)